# Remdesivir
Remdesivir je antivirusni lek koji je razvilo američko biofarmaceutsko preduzeće Gilead Sciences. To je nukleotidni analog, konkretno analog adenozina, koji se umeće u virusne RNK lance, uzrokujući njihov prerani prekid. Ovaj lek se proučava kao mogući postinfektivni tretman za COVID-19 (uzrokovan RNK virusom). Dana 29. aprila 2020. Nacionalni institut za alergiju i zarazne bolesti SAD objavio je preliminarne rezultate studije koja pokazuje da remdesivir skraćuje vreme oporavka za hospitalizovane pacijente sa uznapredovalim COVID-19 i plućnim oboljenjem. Remdesivir je prvobitno bio razvijen za lečenje bolesti uzrokovane ebola virusom (koji je isto tako RNK virus).

## Istraživanja
Remdesivir je kreiralo i razvilo preduzeće Gilead Sciences, pod vođstvom naučnika Tomaša Cihlara, kao tretman za bolest uzrokovanu ebola virusom i infekcije Marburg virusom. Preduzeće Gilead Sciences je naknadno otkrilo da remdesivir ima antivirusnu in vitro aktivnost protiv višestrukih filovirusa, pneumovirusa, paramiksovirusa i koronavirusa.

## Spoljašnje veze
- „Remdesivir”. Drug Information Portal. U.S. National Library of Medicine.

|  | Molimo Vas, obratite pažnju na važno upozorenje u vezi sa temama iz oblasti medicine (zdravlja). |